# Lepidium oleraceum
Genre
Classification APG II (2003)
Répartition géographique
Lepidium oleraceum, désigné en maori sous les noms nau, ngau, naunau et heketara, et surnommé herbe à scorbut de Cook ou cresson côtier, est une espèce de plantes de la famille des Brassicacées, endémique de la Nouvelle-Zélande.

## Historique et taxonomie
La plante est découverte en 1770 par James Cook, pour qui elle est d'un grand secours en raison de sa richesse en vitamine C et donc de ses propriétés anti-scorbutiques. 
Les études de la fin du XXe siècle tendent à prouver que le nom générique « herbe à scorbut » correspond bien à l'espèce lepidium oleraceum, mais que cette désignation pouvait englober plusieurs taxons différents, notamment endémiques de diverses régions des explorations de Cook, notamment des îles Malouines, de la Terre de Feu, des archipels du Pacifique. Néanmoins, dès 1820, en Nouvelle-Zélande, l'usage de l'expression « scurvy grass » est limité à lepidium oleraceum ainsi qu'à sa proche parente lepidium banksii (en).

## Caractéristiques
La plante est décrite par Richard Taylor en 1847, 1848 et 1855 sous ses différents noms maoris : « Ngau, une grande espèce poussant comme la giroflée dans la plupart des endroits rocheux de la côte sud-ouest » ; « Nau, grande plante très semblable en taille et en apparence à la giroflée commune ; on la trouve dans les endroits rocheux, et elle porte une fleur blanche » ; « Le naunau a une feuille épaisse, sombre et brillante, de forme ovale, et porte une très petite fleur blanche ; par sa taille et son aspect, il ressemble à la giroflée ».

## Menaces et protection
Avant l'arrivée des Européens, Lepidium oleraceum est très présente dans toutes la Nouvelle-Zélande ainsi que plusieurs îles des environs. Par la suite, plusieurs facteurs réduisent fortement sa distribution. Tout d'abord, l'habitat approprié se réduit et s'appauvrit en qualité. La seconde cause de décroissance est le broutage par le bétail domestique et les opossums. Une partie de la population subit des catastrophes naturelles ainsi que la collecte excessive par l'Homme et la concurrence avec des espèces végétales invasives. Enfin le lepidium oleraceum est sensible à la rouille blanche, une maladie touchant les Brassicaceae, causée par des pathogènes communs comme l'oomycète Albugo candida et notamment véhiculée par la piéride de la rave.
La plante reste relativement abondante dans des sites protégés, notamment des petites îles de l'archipel néo-zélandais.